# Dominika Krechowicz
Dominika Katarzyna Krechowicz (ur. 1964 w Gdańsku) – polska malarka, dr hab. sztuk plastycznych, profesor uczelni Katedry Sztuk Wizualnych Wydziału Architektury Politechniki Gdańskiej.

## Życiorys
Ukończyła studia na Wydziale Malarstwa i Grafiki Państwowej Wyższej Szkoły Sztuk Plastycznych w Gdańsku. Dyplom obroniła w pracowni prof. Kazimierza Ostrowskiego w 1988. Od 1996 pracowała jako asystent w Katedrze Sztuk Wizualnych na Wydziale Architektury Politechniki Gdańskiej, od 2000 jako adiunkt. 16 stycznia 2013 habilitowała się na podstawie pracy zatytułowanej Nowe obrazy, Alians znaków. 27 czerwca 2024 otrzymała tytuł profesora sztuki w dyscyplinie sztuki plastyczne i konserwacja dzieł sztuki.
W latach 1995–2003 współtworzyła galerię „Koło” w Gdańsku. Brała udział w wielu wystawach zarówno w Polsce, jak i za granicą.

## Wystawy indywidualne
- 1987 – Galeria Wlot, Gdańsk
- 1990 – Galeria Arche, Gdańsk
- 1992 – Galeria Arche, Gdańsk
- 1993 – Galeria Polibuda, Politechnika Gdańska
- 1994 – Galeria Baszta Czarownic, BWA Słupsk
- 1994 – „Przestrzeń, przedmiot, znak”, Galeria FOS, Gdańsk
- 1994 – Galeria Promocyjna, Pałac Opatów w Gdańsku-Oliwie
- 1996 – „Flagi”, Galeria „Koło”, Gdańsk
- 2001 – „Flagi”, Otwarta Pracownia, Kraków
- 2001 – „Działki”, Galeria „Koło”, Gdańsk
- 2002 – „Double time”, Galeria Baszta Czarownic, BWA Słupsk
- 2003 – „Obrazy, fotografie”, Państwowa Galeria Sztuki, Sopot
- 2010 – „Nowe obrazy”, Galeria Fundacji Atelier, Warszawa
- 2011 – „Alians znaków”, Galeria Sztuki „Wozownia”, Toruń
- 2015 – „Błękit Szadółek”, Gdańska Galeria Miejska, Gdańsk

## Odznaczenia
- Srebrny Krzyż Zasługi (9 września 2005)[6]

## Nagrody i wyróżnienia
- Stypendium Ministra Kultury i Sztuki (1991)
- Wyróżnienie w konkursie „Gdańska Grafika Roku 1993” (1994)
- Brązowy Medal i Nagroda Prezydenta Miasta Bielska-Białej w XXXIII Ogólnopolskim Konkursie Malarstwa Współczesnego „Bielska Jesień 97” (1997)
- Nagroda Rektora PG indywidualna III stopnia za wyróżniającą się działalność dydaktyczną w roku akademickim 1996/97 (1997)
- Nagroda Rektora PG indywidualna I stopnia za szczególne osiągnięcia w działalności naukowej w 1997 roku (1998)
- Stypendium Mecklenburgisches Kunstlerhaus, Schloss Plüschow, Niemcy (1999)
- Nagroda Rektora PG indywidualna I stopnia za szczególne osiągnięcia w działalności naukowej w 1999 roku (2000)
- Nagroda Rektora PG indywidualna II stopnia za szczególne osiągnięcia w działalności naukowej w 2000 roku (2001)
- Stypendium Marszałka Województwa Pomorskiego (2002)
- Nagroda Rektora PG indywidualna II stopnia za szczególne osiągnięcia w działalności naukowej w 2001 roku (2002)
- Stypendium The Pollock-Krasner Foundation, New York USA za cykl malarski „Flagi” (2006)
- Nagroda Rektora PG indywidualna II stopnia za szczególne osiągnięcia naukowe w roku 2006 (2007)
- Nagroda Rektora PG indywidualna III stopnia za szczególne osiągnięcia naukowe w 2010 roku (2011)
- Nagroda Rektora PG indywidualna I stopnia za szczególne osiągnięcia naukowe w 2011 roku (2012)
- Stypendium Miasta Sopotu dla osób zajmujących się twórczością artystyczną (2013)
- Nagroda Rektora PG indywidualna II stopnia za szczególne osiągnięcia naukowe w 2013 roku (2014)
- Nagroda Prezydenta Miasta Gdańska w Dziedzinie Kultury z okazji jublieuszu 25-lecia pracy artystycznej (2014)[7]
- Nagroda Rektora PG indywidualna II stopnia za szczególne osiągnięcia naukowe w 2017 roku (2018)
- Nagroda Prezydenta Miasta Gdańska w Dziedzinie Kultury z okazji jubileuszu 25-lecia Galerii Koło (2020)[7]
- Nagroda Rektora PG indywidualna III stopnia za szczególne osiągnięcia naukowe w 2021 roku (2022)

Źródło:.